# Fußball-Club St. Pauli von 1910 1995-1996
Questa voce raccoglie le informazioni riguardanti il Fußball-Club St. Pauli von 1910 nelle competizioni ufficiali della stagione 1995-1996.

## Stagione
Nella stagione 1995-1996 il St. Pauli, allenato da Uli Maslo, concluse il campionato di Bundesliga al 15º posto. In Coppa di Germania il St. Pauli fu eliminato al primo turno dall'Homburg.

## Rosa
| N. |                     | Ruolo | Calciatore         |
| -- | ------------------- | ----- | ------------------ |
| 1  | Germania (bandiera) | P     | Klaus Thomforde    |
| 2  | Germania (bandiera) | D     | André Trulsen      |
| 3  | Germania (bandiera) | C     | Jürgen Gronau      |
| 4  | Germania (bandiera) | D     | Dieter Schlindwein |
| 5  | Germania (bandiera) | C     | Dirk Dammann       |
| 6  | Germania (bandiera) | D     | Torsten Fröhling   |
| 7  | Polonia (bandiera)  | C     | Dariusz Szubert    |
| 8  | Germania (bandiera) | D     | Stephan Hanke      |
| 9  | Germania (bandiera) | C     | Thomas Sobotzik    |
| 10 | Germania (bandiera) | C     | Carsten Pröpper    |
| 11 | Russia (bandiera)   | A     | Yuriy Savichev     |
| 12 | Germania (bandiera) | P     | Frank Böse         |

| N. |                         | Ruolo | Calciatore            |
| -- | ----------------------- | ----- | --------------------- |
| 13 | Germania (bandiera)     | A     | Jens Scharping        |
| 14 | Germania (bandiera)     | C     | Ralf Becker           |
| 15 | Germania (bandiera)     | C     | Christian Springer    |
| 16 | Brasile (bandiera)      | A     | Leonardo Manzi        |
| 17 | RD del Congo (bandiera) | C     | Michél Mazingu-Dinzey |
| 18 | Germania (bandiera)     | C     | Oliver Schweißing     |
| 19 | Germania (bandiera)     | A     | Kay Stisi             |
| 20 | Germania (bandiera)     | A     | Martin Driller        |
| 21 | Germania (bandiera)     | D     | Holger Stanislawski   |
| 24 | Norvegia (bandiera)     | D     | Tore Pedersen         |
| 34 | Stati Uniti (bandiera)  | D     | Paul Caligiuri        |
| 35 | Albania (bandiera)      | C     | Hysen Zmijani         |

## Organigramma societario
Area tecnica
- Allenatore: Uli Maslo
- Allenatore in seconda:
- Preparatore dei portieri:
- Preparatori atletici: Ronald Wollmann

## Calciomercato

### Sessione estiva
| Acquisti | Acquisti              | Acquisti              | Acquisti |
| R.       | Nome                  | da                    | Modalità |
| -------- | --------------------- | --------------------- | -------- |
| C        | Ralf Becker           | Bayer Leverkusen      |          |
| D        | Paul Caligiuri        | Hansa Rostock         |          |
| C        | Michél Mazingu-Dinzey | Stoccarda             |          |
| D        | Tore Pedersen         | Brann                 |          |
| C        | Thomas Sobotzik       | Eintracht Francoforte |          |
| C        | Hysen Zmijani         | Al-Nassr              |          |

| Cessioni | Cessioni         | Cessioni       | Cessioni |
| R.       | Nome             | a              | Modalità |
| -------- | ---------------- | -------------- | -------- |
| C        | Andreas Mayer    | Stabæk         |          |
| C        | Bernd Hollerbach | Kaiserslautern |          |
| A        | Niclas Weiland   | Hannover 96    |          |

### Sessione invernale
| Acquisti | Acquisti | Acquisti | Acquisti |
| R.       | Nome     | da       | Modalità |
| -------- | -------- | -------- | -------- |

| Cessioni | Cessioni       | Cessioni      | Cessioni |
| R.       | Nome           | a             | Modalità |
| -------- | -------------- | ------------- | -------- |
| D        | Paul Caligiuri | Columbus Crew |          |

## Risultati

### Bundesliga

#### Girone di andata
| Arbitro: | Heynemann |

|                                                           |           |                    |
| Pröpper 40’ Scharping 48’ (rig.) Dammann 55’ Savichev 90’ | Marcatori | 38’, 82’ Borimirov |

| Arbitro: | Weber |

|  |           |                            |
|  | Marcatori | 58’ Sobotzik 89’ Scharping |

| Arbitro: | Fröhlich |

|              |           |               |
| Savichev 56’ | Marcatori | 24’, 36’ Kuka |

| Arbitro: | Albrecht |

|             |           |                    |
| Kirsten 55’ | Marcatori | 54’ (rig.) Pröpper |

| Arbitro: | Best |

|  |           |                            |
|  | Marcatori | 51’, 87’ Herrlich 57’ Zorc |

| Arbitro: | Buchhart |

|                          |           |                                            |
| Sternkopf 48’ Dahlin 73’ | Marcatori | 25’, 45’ Savichev 38’ Scharping 70’ Becker |

| Arbitro: | Jansen |

|                           |           |  |
| Beinlich 11’ Baumgart 69’ | Marcatori |  |

| Arbitro: | Krug |

|            |           |                                  |
| Driller 3’ | Marcatori | 17’ Élber 39’ Bobic 74’ Gilewicz |

| Arbitro: | Werthmann |

|                 |           |                   |
| Okocha 79’, 82’ | Marcatori | 72’, 81’ Savichev |

| Arbitro: | Dardenne |

|  |           |               |
|  | Marcatori | 10’ Klinsmann |

| Arbitro: | Aust |

|            |           |           |
| Hobsch 34’ | Marcatori | 65’ Hanke |

| Arbitro: | Habermann |

|                                              |           |                                     |
| Scharping 57’ (rig.) Pröpper 71’ Trulsen 81’ | Marcatori | 9’ Polster 54’ Munteanu 75’ Dziwior |

| Arbitro: | Buchhart |

|                         |           |  |
| Linke 12’ Weidemann 46’ | Marcatori |  |

| Arbitro: | Scheuerer |

|                          |           |            |
| Sobotzik 28’ Driller 44’ | Marcatori | 33’ Dražić |

| Arbitro: | Merk |

|                  |           |  |
| Spörl 41’ (rig.) | Marcatori |  |

| Arbitro: | Weber |

|             |           |              |
| Driller 29’ | Marcatori | 7’ Kir'jakov |

| Arbitro: | Berg |

|                        |           |                                                  |
| Steffen 6’ Heintze 36’ | Marcatori | 10’ Trulsen 41’, 53’, 88’ Sobotzik 74’ Scharping |

#### Girone di ritorno
| Arbitro: | Krug |

|                              |           |  |
| Winkler 45’ (rig.) Nowak 59’ | Marcatori |  |

| Arbitro: | Aust |

|              |           |             |
| Sobotzik 30’ | Marcatori | 60’ Wassmer |

| Kaiserslautern 23 febbraio 1996, ore 20:00 CET 20ª giornata | Kaiserslautern | 0 – 0 referto | St. Pauli | Fritz-Walter-Stadion (31 496 spett.)\| Arbitro: \| Jansen \| |
| Arbitro:                                                    | Jansen         |               |           |                                                              |

| Arbitro: | Fleske |

|                           |           |            |
| Driller 61’ Scharping 84’ | Marcatori | 74’ Völler |

| Arbitro: | Koop |

|          |           |  |
| Zorc 63’ | Marcatori |  |

| Arbitro: | Wagner |

|  |           |                               |
|  | Marcatori | 53’ Kastenmaier 87’ Effenberg |

| Arbitro: | Heynemann |

|                            |           |                             |
| Pröpper 12’, 37’ Stisi 88’ | Marcatori | 2’ Beinlich 72’ Breitkreutz |

| Arbitro: | Dardenne |

|           |           |             |
| Kruse 19’ | Marcatori | 72’ Driller |

| Arbitro: | Zerr |

|                          |           |               |
| Trulsen 30’ Springer 49’ | Marcatori | 24’ Rauffmann |

| Arbitro: | Werthmann |

|               |           |                |
| Klinsmann 89’ | Marcatori | 43’ Schweißing |

| Arbitro: | Berg |

|            |           |                               |
| Gronau 90’ | Marcatori | 45’ Hobsch 51’ (aut.) Trulsen |

| Arbitro: | Steinborn |

|               |           |  |
| Gaißmayer 88’ | Marcatori |  |

| Arbitro: | Fandel |

|                        |           |  |
| Driller 1’ Dammann 16’ | Marcatori |  |

| Arbitro: | Dardenne |

|                       |           |  |
| Cyroń 6’ Katemann 46’ | Marcatori |  |

| Arbitro: | Krug |

|                  |           |             |
| Stanislawski 45’ | Marcatori | 77’ Schnoor |

| Arbitro: | Albrecht |

|                              |           |                               |
| Dundee 50’ Häßler 67’ (rig.) | Marcatori | 12’ Stanislawski 78’ Springer |

| Arbitro: | Aust |

|  |           |                 |
|  | Marcatori | 25’, 44’ Meijer |

### Coppa di Germania
| Arbitro: | Dehmelt |

|                         |           |               |
| Theres 102’ Goumai 108’ | Marcatori | 114’ Springer |

## Statistiche

### Statistiche di squadra
| Competizione      | Punti | In casa | In casa | In casa | In casa | In casa | In casa | In trasferta | In trasferta | In trasferta | In trasferta | In trasferta | In trasferta | Totale | Totale | Totale | Totale | Totale | Totale | DR |
| Competizione      | Punti | G       | V       | N       | P       | Gf      | Gs      | G            | V            | N            | P            | Gf           | Gs           | G      | V      | N      | P      | Gf     | Gs     | DR |
| ----------------- | ----- | ------- | ------- | ------- | ------- | ------- | ------- | ------------ | ------------ | ------------ | ------------ | ------------ | ------------ | ------ | ------ | ------ | ------ | ------ | ------ | -- |
| Bundesliga        | 38    | 17      | 6       | 4       | 7       | 24      | 28      | 17           | 3            | 7            | 7            | 19           | 23           | 34     | 9      | 11     | 14     | 43     | 51     | -8 |
| Coppa di Germania | -     | 0       | 0       | 0       | 0       | 0       | 0       | 1            | 0            | 0            | 1            | 1            | 2            | 1      | 0      | 0      | 1      | 1      | 2      | -1 |
| Totale            | 38    | 17      | 6       | 4       | 7       | 24      | 28      | 18           | 3            | 7            | 8            | 20           | 25           | 35     | 9      | 11     | 15     | 44     | 53     | -9 |

### Andamento in campionato
| Giornata  | 1 | 2 | 3 | 4 | 5 | 6 | 7 | 8 | 9 | 10 | 11 | 12 | 13 | 14 | 15 | 16 | 17 | 18 | 19 | 20 | 21 | 22 | 23 | 24 | 25 | 26 | 27 | 28 | 29 | 30 | 31 | 32 | 33 | 34 |
| --------- | - | - | - | - | - | - | - | - | - | -- | -- | -- | -- | -- | -- | -- | -- | -- | -- | -- | -- | -- | -- | -- | -- | -- | -- | -- | -- | -- | -- | -- | -- | -- |
| Luogo     | C | T | C | T | C | T | T | C | T | C  | T  | C  | T  | C  | T  | C  | T  | T  | C  | T  | C  | T  | C  | C  | T  | C  | T  | C  | T  | C  | T  | C  | T  | C  |
| Risultato | V | V | P | N | P | V | P | P | N | P  | N  | N  | P  | V  | P  | N  | V  | P  | N  | N  | V  | P  | P  | V  | N  | V  | N  | P  | P  | V  | P  | N  | N  | P  |
| Posizione | 1 | 2 | 3 | 2 | 9 | 5 | 6 | 9 | 9 | 11 | 12 | 13 | 15 | 11 | 12 | 11 | 9  | 11 | 12 | 12 | 11 | 13 | 14 | 12 | 13 | 11 | 12 | 13 | 13 | 12 | 13 | 15 | 13 | 15 |

Legenda:

Luogo: C = Casa; T = Trasferta. Risultato: V = Vittoria; N = Pareggio; P = Sconfitta.

### Statistiche dei giocatori
| Giocatore         | Bundesliga | Bundesliga | Bundesliga  | Bundesliga | Coppa di Germania | Coppa di Germania | Coppa di Germania | Coppa di Germania | Totale   | Totale | Totale      | Totale     |
| Giocatore         | Presenze   | Reti       | Ammonizioni | Espulsioni | Presenze          | Reti              | Ammonizioni       | Espulsioni        | Presenze | Reti   | Ammonizioni | Espulsioni |
| ----------------- | ---------- | ---------- | ----------- | ---------- | ----------------- | ----------------- | ----------------- | ----------------- | -------- | ------ | ----------- | ---------- |
| R. Becker         | 15         | 1          | 0           | 0          | 1                 | 0                 | 0                 | 0                 | 16       | 1      | 0           | 0          |
| F. Böse           | 1          | 0          | 0           | 0          | 0                 | 0                 | 0                 | 0                 | 1        | 0      | 0           | 0          |
| P. Caligiuri      | 15         | 0          | 2           | 0          | 1                 | 0                 | 0                 | 0                 | 16       | 0      | 2           | 0          |
| D. Dammann        | 34         | 2          | 3           | 0          | 0                 | 0                 | 0                 | 0                 | 34       | 2      | 3           | 0          |
| M. Driller        | 26         | 6          | 6           | 0          | 0                 | 0                 | 0                 | 0                 | 26       | 6      | 6           | 0          |
| T. Fröhling       | 1          | 0          | 0           | 0          | 0                 | 0                 | 0                 | 0                 | 1        | 0      | 0           | 0          |
| J. Gronau         | 16         | 1          | 3           | 0          | 0                 | 0                 | 0                 | 0                 | 16       | 1      | 3           | 0          |
| S. Hanke          | 30         | 1          | 5           | 2          | 1                 | 0                 | 1                 | 0                 | 31       | 1      | 6           | 2          |
| L. Manzi          | 1          | 0          | 0           | 0          | 1                 | 0                 | 0                 | 0                 | 2        | 0      | 0           | 0          |
| M. Mazingu-Dinzey | 30         | 0          | 5           | 0          | 1                 | 0                 | 0                 | 0                 | 31       | 0      | 5           | 0          |
| T. Pedersen       | 12         | 0          | 2           | 0          | 0                 | 0                 | 0                 | 0                 | 12       | 0      | 2           | 0          |
| C. Pröpper        | 31         | 5          | 7           | 0          | 1                 | 0                 | 0                 | 0                 | 32       | 5      | 7           | 0          |
| Y. Savichev       | 20         | 6          | 2           | 0          | 1                 | 0                 | 0                 | 0                 | 21       | 6      | 2           | 0          |
| J. Scharping      | 24         | 6          | 4           | 0          | 1                 | 0                 | 0                 | 0                 | 25       | 6      | 4           | 0          |
| D. Schlindwein    | 8          | 0          | 5           | 1          | 0                 | 0                 | 0                 | 0                 | 8        | 0      | 5           | 1          |
| O. Schweißing     | 19         | 1          | 1           | 0          | 1                 | 0                 | 0                 | 0                 | 20       | 1      | 1           | 0          |
| T. Sobotzik       | 33         | 6          | 4           | 0          | 1                 | 0                 | 0                 | 0                 | 34       | 6      | 4           | 0          |
| C. Springer       | 26         | 2          | 2           | 0          | 1                 | 1                 | 0                 | 0                 | 27       | 3      | 2           | 0          |
| H. Stanislawski   | 21         | 2          | 4           | 0          | 1                 | 0                 | 0                 | 0                 | 22       | 2      | 4           | 0          |
| K. Stisi          | 7          | 1          | 1           | 0          | 0                 | 0                 | 0                 | 0                 | 7        | 1      | 1           | 0          |
| D. Szubert        | 24         | 0          | 2           | 0          | 0                 | 0                 | 0                 | 0                 | 24       | 0      | 2           | 0          |
| K. Thomforde      | 34         | 0          | 4           | 0          | 1                 | 0                 | 0                 | 0                 | 35       | 0      | 4           | 0          |
| A. Trulsen        | 32         | 3          | 11          | 0          | 1                 | 0                 | 0                 | 0                 | 33       | 3      | 11          | 0          |
| H. Zmijani        | 7          | 0          | 0           | 0          | 0                 | 0                 | 0                 | 0                 | 7        | 0      | 0           | 0          |